# Báo hoa mai Đông Dương
Báo hoa mai Đông Dương (Panthera pardus delacouri) là một phân loài của báo hoa mai bản địa của lục địa Đông Dương và phía nam Trung Quốc. Trên thế giới báo hoa mai Đông Dương có phân bố ở Đông Nam Trung Quốc, khu vực bán đảo Đông Dương như Myanmar, Thái Lan, Lào, Campuchia, Việt Nam, chúng còn thấy cả ở Ấn Độ, Nêpal. Ở Việt Nam, báo hoa mai Đông Dương phân bố ở Lai Châu, Bắc Kạn, Quảng Trị, Thừa Thiên Huế, Quảng Nam, Lâm Đồng. Báo hoa mai có phân bố rộng ở các vùng rừng núi trong lãnh thổ Việt Nam, nhưng số lượng rất ít.
Tại Đông Dương, phân loài này hiếm có bên ngoài các khu vực được bảo vệ và bị đe dọa bởi nạn mất môi trường sinh sống do phá rừng và săn bắn bất hợp pháp để buôn bán trái phép, có nghi ngờ xu hướng số lượng giảm sút. Báo hoa mai Đông Dương ở Việt Nam còn có các tên gọi khác như báo hoa, báo đốm (hay gọi nhầm lẫn), báo sao, hay các tên gọi khác như: xưa lai chèn (tiếng Tày), xưa đăm (tiếng Thái), hên phiểu (tiếng Dao) mèo khán (tiếng Mường) hay là con "khá cối" hoặc "lảng kẻng" trong tiếng Mường là con báo đốm. Trong tự nhiên, báo hoa mai là một kẻ săn mồi nguy hiểm đáng sợ, chúng cũng được ghi nhận là từng xâm nhập vào khu dân cư để bắt gia súc, gia cầm.

## Đặc điểm

### Ngoại hình
Báo hoa mai Đông Dương có thân dài, thon gọn, chân cao, chúng dài từ 1 đến gần 2 mét, cân nặng từ 30 đến 90 kg, con cái thông thường có kích thước bằng khoảng 2/3 con đực (cân nặng từ 30 đến 70 kg). Ở Việt Nam, kích thước của loài thú này chỉ nhỏ hơn hổ, khoảng từ từ 970-1.430mm, chiều dài đầu và thân 100–130 cm, chiều dài đuôi từ 80–100 cm. Báo hoa mai Đông Dương có lớp lông rất đa dạng, phần lớn có nền lông màu nâu hay mầu vàng nhạt ở phần lưng, đôi khi là kem nhạt, trắng bạc ở phần bụng, trên toàn thân từ đầu đến thân và đuôi kể cả dưới bụng có nhiều hoa thị đen lớn, các hoa văn này có vòng ngoài khép kín, dày và đen ở phần trung tâm, còn những đốm ở lưng có hình hoa mai, toàn thân có đốm hoa mai màu nâu đen, trên đầu, chân và bàn chân và nửa mặt bụng được phủ bởi các đốm đơn lẻ, chân có đốm nhỏ hơn thân, đầu có các đốm màu đen nhỏ, đốm ở đầu nhỏ, phần nửa gốc đuôi đốm đen lớn, nữa cuối đuôi có đốm vòng ở mặt trên, các đốm có xu hướng nhỏ hơn về phía đầu, lớn hơn và có tâm nhạt ở phía thân.

### Tập tính
Trong họ nhà mèo, báo hoa mai Đông Dương có tiếng là cũng rất to lớn và hung dữ, tuy thân hình tương đối nhỏ so với các loài mèo lớn khác nhưng báo hoa mai là những kẻ săn mồi nguy hiểm đáng sợ với khả năng rình mò huyền thoại, những con đực trưởng thành phải chiến đấu để tranh giành lãnh thổ trong tự nhiên. Chúng trong nhiều sinh cảnh, vùng sống và hoạt động bao gồm nhiều dạng rừng núi, chủ yếu rừng già ít tác động. Chúng có thể sống trong nhiều kiểu rừng, rừng nguyên sinh, rừng thứ sinh và trảng cây bụi gần rừng, chỗ ở không cố định, vùng hoạt động rộng ở nhiều độ cao khác nhau. Có thể leo trèo lên cây lớn ở độ cao 2-3m. Chúng hoạt động chủ yếu từ lúc chạng vạng đến rạng đông và nghỉ ngơi vào ban ngày ở bụi rậm, giữa những mỏm đá hoặc thường nằm nghỉ trên các cành cây và chủ yếu ngủ trên cây.
Báo hoa mai Đông Dương hoạt động đơn lẻ, chỉ sống đôi vào mùa sinh sản. Báo mẹ mang thai 90–105 ngày, mỗi lứa đẻ thường từ 2-3 con. Sau khoảng 1 năm tuổi báo con tách khỏi mẹ để sống độc lập. Theo những người Mường thì chúng là loài rất hung dữ, cực khỏe, có thể giết bò trong chớp mắt, nó có móng vuốt sắc lẹm, bộ hàm khỏe cùng răng nhọn và trọng lượng tới 80 kg, nên những chú bò có thể bị nó giết trong nháy mắt với cú đớp đứt họng, cú bẻ gẫy cổ, khác với hổ, thích ăn thịt thối, chúng lại chỉ ăn thịt tươi, nên nó giết bò xong, chỉ ăn no bụng, rồi bỏ lại con mồi, khi đói, nó lại săn con mồi khác để ăn thịt, nó thường hay kêu lên cái tiếng "hừ hừ" và người Mường rất khiếp sợ.

### Chế độ ăn
Lối sống và thức ăn của chúng khác với các loài mèo lớn khác, chúng có khả năng săn trên cây cũng như trên mặt đất, chúng ăn từ những động vật nhỏ như côn trùng, thú gặm nhấm, cá đến những thú lớn hơn như gia súc, hươu, nai, linh dương, lợn rừng. Chế độ ăn của báo gồm thịt thú rừng như lợn rừng, hươu, nai, khỉ, voọc, kể cả gia súc nhỏ và non tơ như nghé con, bê con và các loài gặm nhấm lớn. Nhìn chung, thức ăn của chúng chủ yếu là các loài thú móng guốc như hươu, nai, lợn rừng nhưng khi đói chúng ăn cả chim, khỉ, ếch nhái, chúng có thể ăn được bất cứ động vật nào có kích cỡ từ bọ hung trở lên. Tính trung bình báo hoa mai cần 4kg thịt/ngày, khi chúng bắt được một con mồi lớn chúng sẽ cất dấu miếng mồi trong vài ngày. Chúng còn được biết như là những kẻ thèm thịt chó và sẵn sàng liều lĩnh xông vào nhà dân để giết chó nuôi, thậm chí săn cả chó, nên những người nuôi chó trong những vùng có báo hoa mai thường giữ chó trong các cũi để đảm bảo an toàn cho chúng.
Báo hoa mai là loài báo nổi tiếng với khả năng rình rập khi săn mồi, cũng như khả năng đạt được vận tốc lên đến 90 km/h khi truy đuổi con mồi bình thường, báo hoa mai có thể chạy với vận tốc 60 km/h nhưng cũng như các thu săn mồi khác chúng chọn mục tiêu, ẩn mình ở chỗ gần nhất có thể và rình. Khi tấn công con mồi lớn chúng có thể nhảy lên lưng con thú từ trên cây, ngoạm vào cổ cắn con mồi kiệt sức đến chết, sau đó chúng tha xác con mồi treo lên cảnh cây cao để ăn, tránh bị các loài khác cướp phần. Chúng leo trèo rất tốt và thông thường hay giấu con mồi săn được ở trên cây. Hình ảnh thường thấy của loài báo này là loài leo trèo giỏi và thường săn mồi về đêm và cả ban ngày ở nơi vắng người, tha con mồi đến chỗ an toàn trên cây để tránh các loại động vật ăn thịt khác.
Báo hoa mai Đông Dương có thể rình mò và tấn công chớp nhoáng vào các đàn gia súc nhỏ và tàn sát gia cầm trong chớp nhoáng, tại thôn Bospha từng bị báo hoa mai vào chuồng ăn thịt tại chỗ 13 con ngỗng trong tuần và con thú dữ ngồi ăn thịt ngỗng ở gần nhà, nó còn bắt hàng loạt gà, vịt, ngan và cả chó, gây hoang mang trong các khu dân cư. Những lời kẻ về một con vật lớn bằng con bê 1 năm tuổi, có trọng lượng khoảng 1,2 tạ, lông màu xám, đầu vươn cao hơn 1m, hai ánh mắt sáng to như bóng đèn lao đến đớp gọn con ngan nặng hơn 3,5 kg, điều đáng sợ là năm con ngan nhà có tổng trọng lượng khoảng 18 kg đã không còn một cái lông nào vương lại, chỉ thấy vết máu nhỏ lẫn vào bùn nước. Một câu chuyện tàn sát chớp nhoáng hơn, trong tối có hai con ngan nhà ngủ trên giá bên cạnh vách bếp, khi nghe một tiếng động lớn va vào vách ván, thì chỉ còn thấy vài vết máu nhỏ, hai con ngan biến mất, chó cũng phải khiếp sợ, rất nhiều con chó trong vùng khi ngửi thấy mùi con thú này là cúp đuôi bỏ chạy và run bần bật
Ở Quảng Trị, loài báo hoa mai đã gây ra vụ hàng loạt dê nuôi trong trang trại bị chết bất thường và mất tích bí ẩn, có 13 con dê chết bất thường hoặc mất tích, một số con dê bị chết và bị thương bất thường với một số con dê bị chết, mất nhiều bộ phận trên thân thể, một số bộ xương dê nằm trên gò đất cao, xung quanh cây cối rậm rạp hoặc bên bờ ven suối, một số con dê đã bị moi mắt, nằm bốc mùi bên mép suối, một con dê đã bốc mùi bên bờ suối phía sau trang trại, một số khác bị thương nặng khắp thân thể không thể tự tìm về chuồng, tổng cộng 13 con dê mất tích, hai con khác đã chết quanh trại với dấu vết bị thú tấn công, đến ngày sau, có sáu con dê trở về, còn bảy con dê khác vẫn mất tích, xung quanh trang trại này có nhiều dấu chân thú đường kính gần 20 cm để lại, dấu chân này cho thấy có năm móng vuốt khá sâu, một dấu chân thú khác có kích thước nhỏ hơn bên con đường vào khu rừng trồng bạt ngàn đã khiến người dân trên địa bàn hoang mang lo lắng, không dám vào rừng phát triển sản xuất.

### Phân bố

Hình chụp về báo hoa mai trong tự nhiên ở Việt Nam

Có ghi nhận về chúng ở thung lũng Nghiều Lài, cách bản Nà Tông (Thượng Lâm, Lâm Bình, Tuyên Quang), nơi con đường cắt rừng già dẫn lên đỉnh Giang Chí cao hơn 2.000m, là nóc nhà của tỉnh Tuyên Quang, một số người đi rừng thấy rất nhiều vết cào vào đất, đá xuất hiện, nhưng lại có người khẳng định đó là vết cào của loài báo, chứ không phải của hổ vì loài báo còn khá nhiều ở đại ngàn Lâm Bình, nhiều người nhìn thấy, mô tả kỹ ở bản Tốc Tát thì có nhiều người nghi ngờ rằng liệu có phải hổ hay mọi người nhầm với loài báo hoa mai vốn dĩ cũng rất to lớn và hung dữ.
Loài báo hoa mai này từng xuất hiện ở huyện Đạ Huoai, tỉnh Lâm Đồng hai lần vào đầu năm 2012. Năm 2013, báo hoa mai từng xuất hiện tại khu vực gần sân bay Liên Khương, thị trấn Liên Nghĩa, thuộc huyện Đức Trọng, tỉnh Lâm Đồng, khả năng hai con báo này đã từ vùng rừng núi giáp ranh giữa tỉnh Lâm Đồng và Bình Thuận, băng qua các xã Đà Loan, Hiệp Thạnh, lên thị trấn Liên Nghĩa và tại khu vực thôn Bospha và thôn Nghĩa Hiệp thuộc xã Liên Hiệp bị báo hoa mai tấn công chuồng nuôi gia cầm, hai con thú này đã ăn thịt 13 con ngỗng của các hộ dân. Ở Quảng Nam, tại xã Điện Thắng, huyện Điện Bàn, đã xuất hiện hai con báo mẹ và báo con bị trôi từ rừng xuống đồng bằng sau đợt lũ, báo con đã chết, báo mẹ thì bị lưu lạc trong cánh đồng Điện Thắng.
Loài báo hoa mai vốn trước đây từng tồn tại ở một số vùng rừng trên địa bàn Quảng Trị, nhưng biến mất từ sau khi kết thúc chiến tranh khoảng 10 năm, chúng biến mất từ những năm 1985-1986. Trong các chuyến điều tra thì các nhà khoa học đã ghi nhận nó ở hai khu bảo tồn đều có gồm cả Đakrông và cả Bắc Hướng Hóa đều có loài này. Thực tế loài này hoạt động rộng và động vật di chuyển từ vùng này sang vùng khác, như khu bảo tồn Đakrông sang Phong Điền và ngược lại là chuyện bình thường Gần đây, tại gần một trang trại thuộc khu vực rừng trồng của người dân xã Hải Lâm, Hải Lăng cách khu dân cư chỉ 1 km, cách Quốc lộ 1 khoảng 10 km và cách vùng rừng tự nhiên gần nhất 15 km, nằm cách khu vực rừng tự nhiên vùng thượng nguồn sông Nhùng của Hải Lăng khoảng 13–14 km theo đường chim bay, lần đầu tiên loài báo hoa mai xuất hiện ở khu vực này tại địa phương này từ trước tới nay, chưa ghi nhận sự việc tương tự nào như vậy ở khu vực này, mặc dù trước đây Quảng Trị từng là khu vực sinh sống của báo hoa mai, nhưng do chiến tranh, loài này không còn thấy xuất hiện.

## Bảo tồn

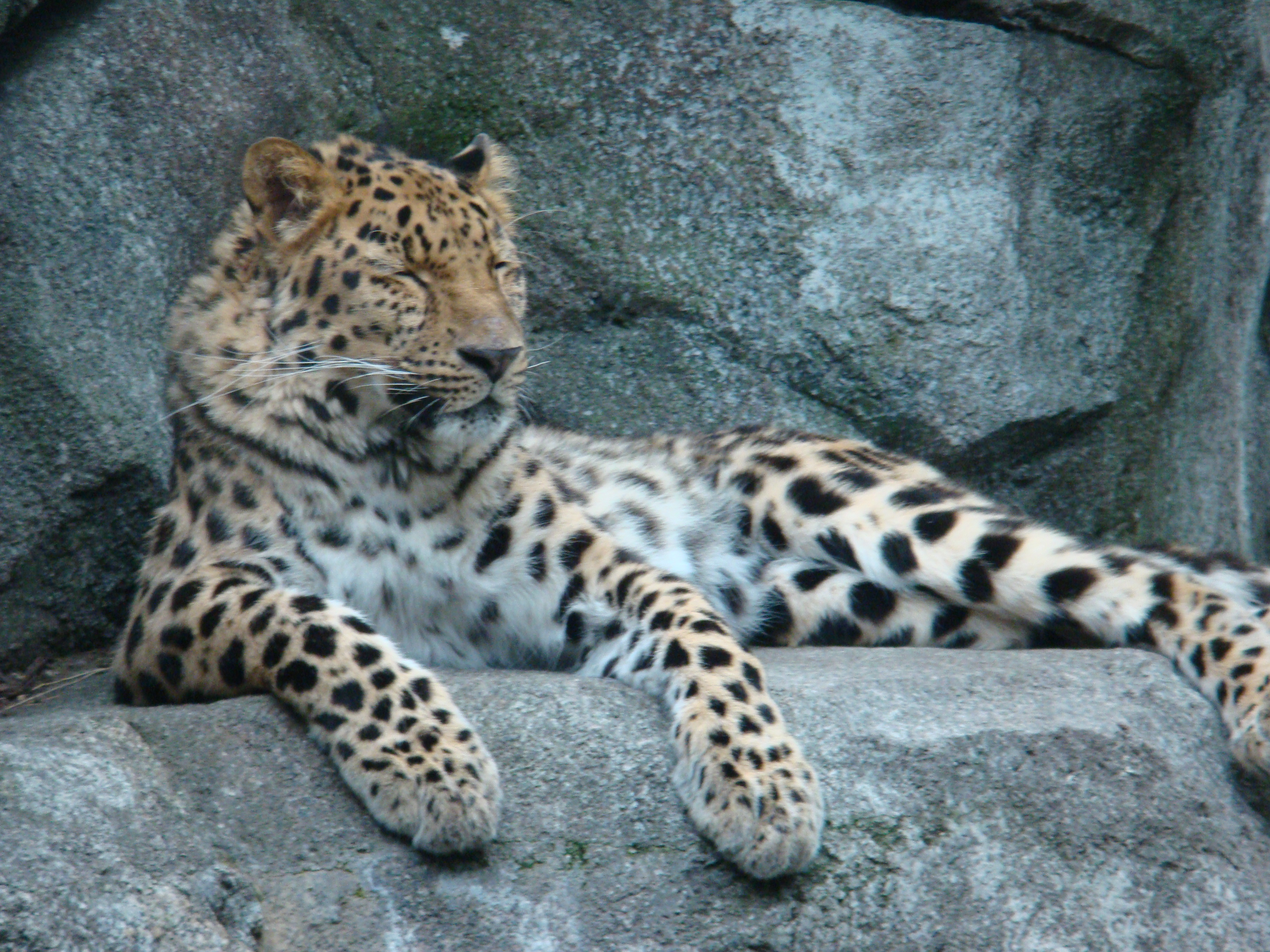
Một con báo hoa mai tại vườn thú ở Việt Nam

Báo hoa mai Đông Dương là loài thú quý, hiếm, có giá trị góp phần điều hoà số lượng cá thể các quần thể con mồi, giúp cân bằng sinh thái tự nhiên. Báo hoa mai vốn ít gặp trong thiên nhiên, báo hoa mai quý hiếm hơn cả hổ. Hiện nay, do săn bắt quá mức và mất rừng nên trữ lượng của chúng còn rất thấp, có nguy cơ tuyệt chủng. Tại Hà Nội đã phát hiện, bắt giữ xe ô tô chở động vật quý hiếm, tại thùng sau của chiếc xe tải phát hiện một cá thể báo hoa mai được vẽ ngụy trang thành hổ đang được vận chuyển về Hà Nội tiêu thụ, đây là một cá thể báo hoa mai đông lạnh, nặng 80 kg, cá thể báo này bị nhuộm màu, vẽ vân giả loài hổ, đối tượng khai con báo trên được mua từ một đối tượng vận chuyển bên Lào về, tuy nhiên loài báo hoa mai này vẫn có ở Việt Nam, do vậy, lực lượng chức năng đấu tranh, khai thác để xử lý.
Tại Thành phố Hồ Chí Minh, cơ quan chức năng tiến hành kiểm tra và phát hiện Khu du lịch Tây Thành, công viên nước Củ Chi nuôi nhốt trái phép ba con báo hoa mai (2 con nặng hơn 5 kg, khoảng 3 tháng tuổi và một con 9 kg, gần 2 năm tuổi). Sau đó, Thảo Cầm Viên Sài Gòn đã tiếp nhận ba con báo hoa mai từ cơ quan chức năng để nuôi, người quản lý nói hai con báo hoa mai được người lạ mang đến giao, không lấy tiền, giám đốc công ty lại cho rằng mình không hề biết về sự tồn tại của hai con báo này, kể cả con báo lửa bị phát hiện không có giấy tờ hợp pháp những con này gửi thú lại, không để giấy tờ về nguồn gốc thú Tại Vườn thú Đại Nam, một con báo hoa mai đã sinh sản được hai con non, trọng lượng khoảng 200gr/con non. Con báo hoa mai sinh con non này của trại nuôi thí điểm được di chuyển đến Đại Nam để tránh bão số 16, nay có thêm một loài báo hoa mai sinh sản thành công trong môi trường nuôi nhốt.

## Ghi nhận

### Lâm Đồng
Cuối tháng 12 năm 2012, một số người dân ở Thôn 1, xã Đạ Oai, huyện Đạ Huoai phản ánh vào sáng sớm và chập tối họ đã nhìn thấy ba con thú lạ gồm một cá thể nhỏ và hai cá thể lớn có lông nền màu vàng, có những đốm nhỏ như hình hoa mai, vằn đốm màu đen, đầu rất giống đầu của loài mèo. và phát hiện nhiều dấu vết chân mới trên tuyến đường liên thôn, những dấu chân này có kích thước giống với số dấu chân được phát hiện cuối năm 2012 cũng tại khu vực này, Chi cục Kiểm lâm Lâm Đồng kết luận thú lạ xuất hiện ở xã Đạ Oai là loài báo hoa mai thuộc họ mèo (Felidae) và cung cấp hình ảnh các loài thú họ mèo (mèo rừng, báo gấm, báo hoa mai, báo lửa và hổ) để đối chứng, các hộ dân nhận ra ba con thú trên là loài báo hoa mai. Hai con lớn có chiều cao khoảng 80 cm, còn con nhỏ có chiều cao chừng 30 cm, trong đó một con đi khập khiễng vì bị thương ở chân (một cá thể bị thương ở chân).
Sự xuất hiện của loài báo hoa mai gây ra lo ngại cho vấn đề an toàn của loài báo vì bẫy thợ săn đặt còn nhiều hơn cả thú rừng, hiện nay, tình trạng săn bắt các loài động vật hoang dã ở mức báo động, số lượng cá thể báo hoa mai còn lại rất thấp, có nguy cơ tuyệt chủng cao, nếu không có biện pháp bảo vệ. Tại thôn 1, nơi loài báo hoa mai xuất hiện, nhiều người dân cho hay có lẽ bây giờ nó đã vào trong rừng sâu, không còn thấy xuất hiện, một số người dân thường xuyên đi rừng cho biết không thấy. Hạt kiểm lâm Đạ Huoai cùng chính quyền tuyên truyền người dân bảo vệ và có biện pháp xua đuổi các cá thể thú để tránh nguy hiểm có thể xảy ra, đề phòng báo tấn công, lực lượng kiểm lâm địa phương cũng tăng cường tuần tra, kiểm tra rừng để ngăn chặn các hành vi săn bắt, bẫy thú trái phép để bảo vệ loài thú này.
Hạt Kiểm lâm huyện Đạ Huoai sau khi nhận được nguồn tin đã kiểm tra và theo dõi liên tục trong vòng 1 tuần, còn làm chòi để trực, tiếp tục theo dõi sự di chuyển của loài báo này, phối hợp với chính quyền xã tổ chức tuyên truyền, phổ biến các biện pháp phòng vệ lỡ khi bị báo tấn công, như xua đuổi, đốt lửa hoặc gây tiếng động, để có cách bảo vệ loài cũng như bảo đảm cả tính mạng cho người dân, tăng cường tuần tra, kiểm tra, giám sát rừng nhằm ngăn chặn kịp thời các hành vi săn bắn trái phép, đồng thời, khuyến cáo không nên ngủ qua đêm trong rừng, thông báo rộng rãi đến người dân, đây là loài thú cực kỳ quý hiếm, nằm trong Sách đỏ cần phải được bảo vệ nghiêm ngặt và nghiêm cấm săn bắn dưới mọi hình thức. Sự an nguy của loài báo hoa mai này phụ thuộc rất lớn vào ý thức của mỗi người dân và những nhà chức trách trong việc bảo tồn loài động vật đang nằm trong Sách đỏ này.
Tại huyện Liên Hiệp, khoảng một tuần, người dân ở thôn Bospha, xã Liên Hiệp (khu vực sau sân bay Liên Khương, huyện Đức Trọng) hoang mang vì có thú dữ xuất hiện, đã có 3 hộ dân thông báo bị thú dữ vào chuồng ăn thịt tại chỗ 13 con ngỗng và phản ánh liên tục có thú lạ về ăn thịt ngỗng trong tuần, khoảng 10 ngày, loài thú này đã về khu dân cư ăn thịt nhiều con ngỗng ngay trong chuồng. Một số người cho biết đã nhìn thấy có hai con thú dữ xuất hiện vào đêm khuya và rạng sáng và thời điểm đó hai con báo này vẫn đang ở khu vực gần sân bay Liên Khương. Những mô tả khác cho biết vào lúc 2h ngày 20 tháng 9, tại gia đình thôn Nghĩa Hiệp, xã Liên Hiệp, báo hoa mai tiếp tục xuất hiện bắt cùng lúc sáu con ngan trong chớp mắt. Việc xuất hiện báo hoa mai trong khu đô thị Liên Nghĩa bắt hàng loạt gà, vịt, ngan thậm chí cả chó của người dân đang gây hoang mang trong các khu dân cư.
Hạt Kiểm lâm Đức Trọng tăng cường tuần tra, tìm kiếm hai cá thể báo, đồng thời cảnh báo người dân các xã Liên Hiệp, N'Thôn Hạ, thị trấn Liên Nghĩa nâng cao ý thức cảnh giác, có biện pháp đề phòng thú dữ, không ra đường khi ít người, nhất là ban đêm. Chi cục Kiểm lâm Lâm Đồng triển khai công tác tuyên truyền vận động nhân dân tiến hành các biện pháp xua đuổi báo hoa mai về môi trường tự nhiên, tránh trường hợp săn bắn trái phép. Chi cục báo cho Cục Kiểm lâm cho ý kiến và biện pháp xử lý, bảo vệ hai cá thể báo này còn lực lượng kiểm lâm, dân phòng địa phương tăng cường công tác tuần tra, bảo vệ an toàn cho người dân và ngăn chặn các đối tượng săn thú trái phép.
Chính quyền đã ra văn bản thông báo tới tất cả các hộ dân khuyến cáo người dân cần nâng cao ý thức cảnh giác trước việc báo hoa mai xuất hiện trong đô thị gây hoang mang dư luận. Tỉnh Lâm Đồng có văn bản chỉ đạo xử lý những nội dung liên quan đến sự xuất hiện hai cá thể báo hoa mai tại khu dân cư, gần sân bay Liên Khương-Đà Lạt, để chủ động đề phòng, xử lý nhằm bảo đảm an toàn cho người dân và bảo vệ hai cá thể báo hoa mai, tổ chức tuyên truyền trên hệ thống loa, đài truyền thanh của xã, thôn đến người dân sinh sống tại xã Liên Hiệp, khu vực sông Đa Nhim (giáp ranh xã Tu Tra, Đơn Dương), khi phát hiện báo hoa mai phải báo động cho những người chung quanh biết và báo cáo kịp thời, tổ chức lực lượng kiểm tra các địa điểm, khu vực sân bay Liên Khương, dùng dụng cụ phát âm thanh để xua đuổi các cá thể báo hoa mai về tự nhiên.

### Quảng Trị
Chính quyền ở Quảng Trị tiếp nhận phản ánh của người dân trong xã trình báo về việc hàng loạt dê nuôi trong trang trại bị chết bất thường và mất tích bí ẩn. Trong thời gian ngắn hàng chục con dê của một trang trại chăn nuôi mất tích, chết bất thường và xung quanh trang trại này có nhiều dấu chân thú đường kính gần 20 cm để lại, dấu chân này cho thấy có năm móng vuốt khá sâu, một dấu chân thú khác có kích thước nhỏ hơn bên con đường vào khu rừng trồng bạt ngàn. Tổng cộng có 13 con dê chết bất thường hoặc mất tích, việc nhiều con dê bị mất tích xảy ra vào ít hôm trước trong buổi sáng, đến chiều, tung tích đàn dê mất tích bí ẩn vẫn chưa được tìm thấy và sáng người dân mới phát hiện nhiều dấu chân thú lớn nghi là hổ, cùng một bộ xương của dê ở khu vực gần trang trại.
Dê nuôi bị mất tích cùng lúc với việc người dân xã Hải Lâm phát hiện nhiều dấu chân thú lớn cùng một bộ xương dê ở khu vực gần trang trại. Kiểm lâm xác định đây là loài báo hoa mai và khu vực nghi có 2 cá thể báo hoa mai tấn công, ăn thịt đàn dê và khu vực chúng có thể sinh sống, kiếm ăn nhằm bảo vệ. Cơ quan kiểm lâm tìm giải pháp xử lý phù hợp với sự xuất hiện của con báo. Kiểm lâm cũng khuyến cáo người dân không đến gần khu vực phát hiện có dấu chân báo hoa mai để đảm bảo an toàn cho bản thân và cả cho con báo. Việc xác định khu vực nghi có 2 cá thể báo hoa mai sinh sống nhằm lập phương án bảo vệ chúng khỏi sự săn bắt, giết hại của con người vì đây là loại động vật hoang dã quý hiếm có trong sách đỏ Việt Nam và thế giới cần được bảo vệ.
Xã Hải Lâm huy động lực lượng trên địa bàn trực và xua đuổi, đồng thời thông báo người dân không được vào khu vực nguy hiểm này, tăng cường tuyên truyền cho người dân trong vùng để đề phòng và bảo vệ loài động vật này, cảnh báo người dân không đi vào khu vực nghi có mãnh thú để đề phòng trường hợp nguy hiểm, không nên vào khu vực nghi có thú rừng, người dân không nên vào rừng một mình và vào ban đêm mà phải đi đông người và vào ban ngày. Trường hợp phát hiện thú dữ hay thú lạ phải báo ngay mà không được tự tiện săn bắt, giết thịt, lực lượng kiểm lâm đã xác minh các cá thể động vật hoang dã, huy động lực lượng ngăn thú dữ xâm hại con người và vật nuôi xung quanh đồng thời bảo vệ chúng khỏi sự săn bắn Tại khu vực nghi xuất hiện báo hoa mai là khu vực giáp ranh xã Hải Lâm đã phát thông tin trên các bản tin truyền thanh của xã Hải Thọ, xã Hải Lâm để người dân nêu cao tinh thần cảnh giác.